# Ratkovo, Serbia
Ratkovo (Ратково, în maghiară Paripás) este un sat situat în partea de nord-vest a Serbiei, în Voivodina. Aparține administrativ de comuna Odžaci. La recensământul din 2002 localitatea avea 4118 locuitori.